# Dê Oberhasli
Dê Oberhasli là một giống dê hiện đại của Hoa Kỳ. Nó xuất phát từ một phân giống của Dê Chamois Colored có nguồn từ quận Oberhasli của Bernese Oberland ở miền trung Thụy Sĩ. Tất cả các cá thể thần chủng của giống dê này đều xuất phát từ năm con dê Chamois Colored nhập khẩu vào Hoa Kỳ vào năm 1936. Hiệp hội của nhà tạo giống được thành lập vào năm 1977 và một sách về giống được công bố vào một năm sau đó. Cho đến lúc đó, dê thuộc loại này đã được biết đến với tên gọi Dê Alps Thụy Sĩ và lai với các giống dê khác thuộc nhóm dê Alps.

## Lịch sử
Những con dê thuộc giống dê Oberhasli đã được nhập khẩu vào Hoa Kỳ vào năm 1906 và vào năm 1920, nhưng chúng không được thuần chủng thuần túy và các hồ sơ dòng dõi bị mất. Năm 1936, H. O. Pence nhập khẩu năm con sơn dương từ Thụy Sĩ sang Hoa Kỳ; tất cả dê Oberhasli thuần chủng tại Hoa Kỳ đều xuất phát từ những nơi này. Cho đến những năm 1970 những con vật này đã được đăng ký với tư cách thuộc Dê Alps Thụy Sĩ. Các giống lai với nguồn gốc Alps của Pháp hoặc Alpis của Hoa Kỳ đã được đăng ký là Dê Alps Hoa Kỳ.
Một hiệp hội các nhà lai tạo, nhà tạo giống dê Oberhasli của Hoa Kỳ được thành lập vào khoảng năm 1977. Vào năm 1978 hoặc 1979, Oberhasli được Hiệp hội dê sữa Hoa Kỳ (ADGA) chấp nhận là một giống dê riêng biệt. Một đàn dê thuần chủng được lưu giữ bằng hình thức hồ sơ của Esther Oman, một nhà lai tạo ở California, là nền tảng của giống mới này. Vào năm 1980, ADGA đã hồi phục được một phần giống dê Oberhasli một phần từ những cuốn sách về giống của nó.
Trong năm 2010, có tổng số 1.729 dê giống này, phân bố trên khoảng 30 tiểu bang, đã được báo cáo cho DAD-IS, dựa trên dữ liệu từ một giống được đăng ký (không xác định).